# Souhegan
Souhegan, pleme američih Indijanaca porodice Algonquian s rijeke Souhegan, pritoke Merrimacka, na području današnjeg okruga Hillsborough u američkoj državi New Hampshire. Njihovo glavno istoimeno selo nalazilo se na mjestu današnjeg Amhersta. U kraj u kojem su živjeli bijelo naseljenici počeli su pristizati između 1735. i 1741. Pripadali su plemenskom savezu Pennacook.